# Slimane Hadj Abderrahmane
Slimane Hadj Abderrahmane, dansk statsborger, blev tilfangetaget i december 2001 og overført til Guantanamo-lejren i Cuba som mulig terrorist.I 2004 blev han flyttet til Danmark, hvor han blev løsladt.
I 2007 blev han dømt for tyveriet af to pas og tre dankort, samt bedrageri med de stjålne dankort for over 100.000 kroner. Tyveriet blev udført mens han var ansat ved Post Danmark som postbud i Greve Strand. Han blev idømt 10 måneders fængsel.
De to journalister Hans Davidsen-Nielsen og Matias Seidelin portrætterede Abderrahmane i bogen Danskeren på Guantanamo – den personlige beretning fra 2004.
I 2013 forlød det at han skulle være blevet dræbt i Syrien.